# Vaude
Pour les articles homonymes, voir Vaude (homonymie).
Vaude est une entreprise familiale allemande spécialisée dans le matériel de montagne, de randonnée et les équipements de vélo. La marque est surtout connue pour fabriquer tout ce qui permet d'équiper un vélo pour faire de la randonnée ou du backpacking. Sa filiale, Edelrid, est spécialisée dans le matériel de montagne et d'alpinisme. Son siège se trouve près du Lac de Constance à Tettnang en Allemagne.
En 2022, elle employait 550 salariés.

## Historique
En 1974, Albrecht von Dewitz fonde la société Vaude pour vendre du matériel d'alpinisme et produire ses propres sacs à dos. Le nom de l'entreprise est dérivé de ses initiales, qui en allemand, s’épellent [fau'de]. Le siège social et le site de production d'Obereisenbach ont été créés en 1980.
En 1992, une nouvelle gamme de produits pour le cyclisme est créée. Puis, en 1998, l'entreprise commence à produire des sacs et des sacs à dos pour un usage quotidien. En 1994, le réseau de recyclage Ecolog est lancé.
En 2001, Vaude est la première société d'équipement outdoor à produire une chaîne entière de produits respectant les standards environnementaux bluesign.
En 2006, Vaude reprend la marque d'escalade Edelrid (Edelmann + Ridder GmbH & Co).
En 2008, Vaude ouvre un site de production au Vietnam. L'année suivante en 2009, Albrecht von Dewitz cède le contrôle et la gestion de l’entreprise à sa fille, Antje von Dewitz, qui décide de transformer l'entreprise pour la rendre 100%  durable.

## Sites de production
Vaude dispose de deux sites de production, un en Allemagne, au siège, dans lequel sont fabriqués des sacoches de vélos et des sacs à dos.
Il dispose également d'un site de production au Viêt Nam. Bien qu'il ait été créé par la fondateur de Vaude, il n'appartient pas à la Vaude Sport

## Partenariats
L'entreprise est le fournisseur de la plus grande association d'alpinisme en Allemagne, le Deutscher Alpenverein. Vaude était également l'équipementier de la Fédération française de la montagne et de l'escalade.

## Responsabilité sociale et protection de l'environnement
Sous la direction de Antje von Dewitz, Vaude crée le label Green Shape, propre à la marque, pour garantir des produits respectueux de l’environnement et fabriqués avec des matériaux et ressources durables. 
Ayant des emplois vacants pendant les années 2015/2016, l'entreprise a commencé a embaucher des réfugiés, les accueillant en même temps dans un programme d'intégration nouveau créé.
Depuis 2014, Vaude publie des rapports annuels de développement durable, élaborés selon les critères de la Global Reporting Initiative[source insuffisante].
En plus, Vaude adhère à l'approche de l'économie du bien commun qui évalue les entreprises non seulement en fonction de leurs performances financières, mais aussi de leur engagement écologique et social.

## Galerie

Le siège social de Vaude en 2016.
Zone escalade auprès du siège social, 2016.
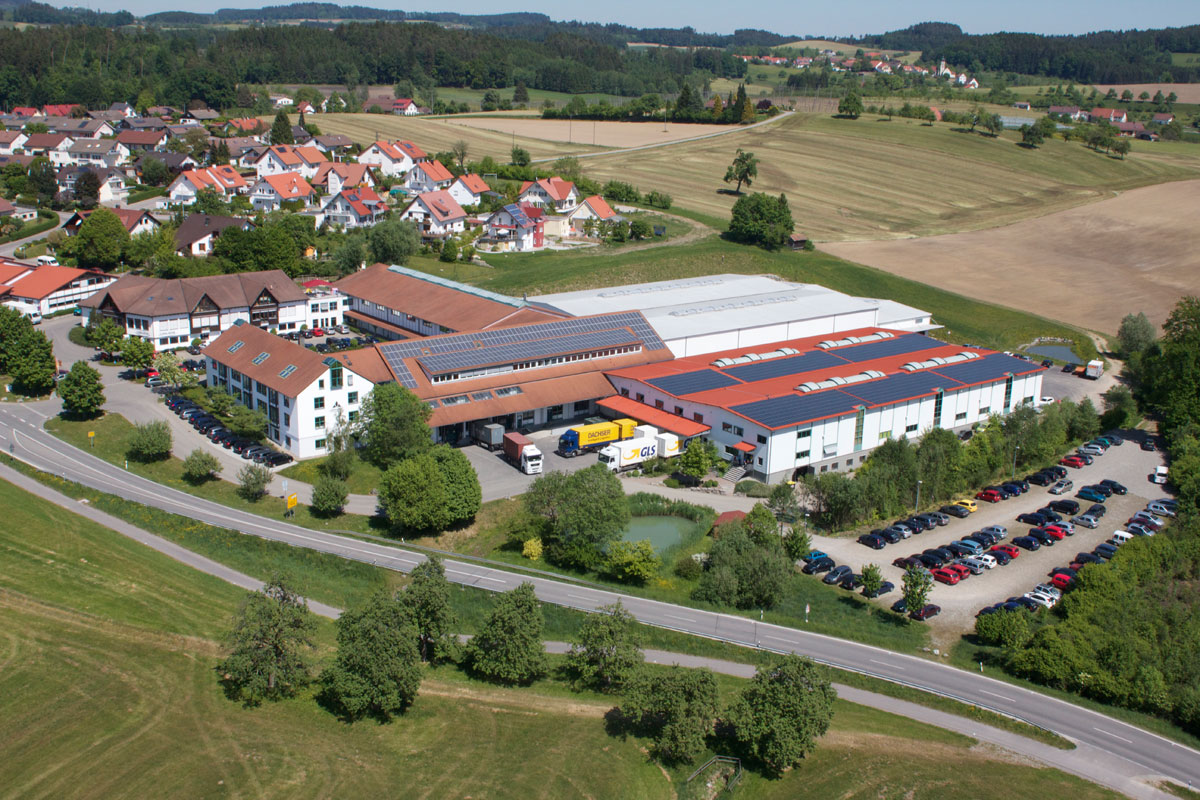
Le siège social en 2013.
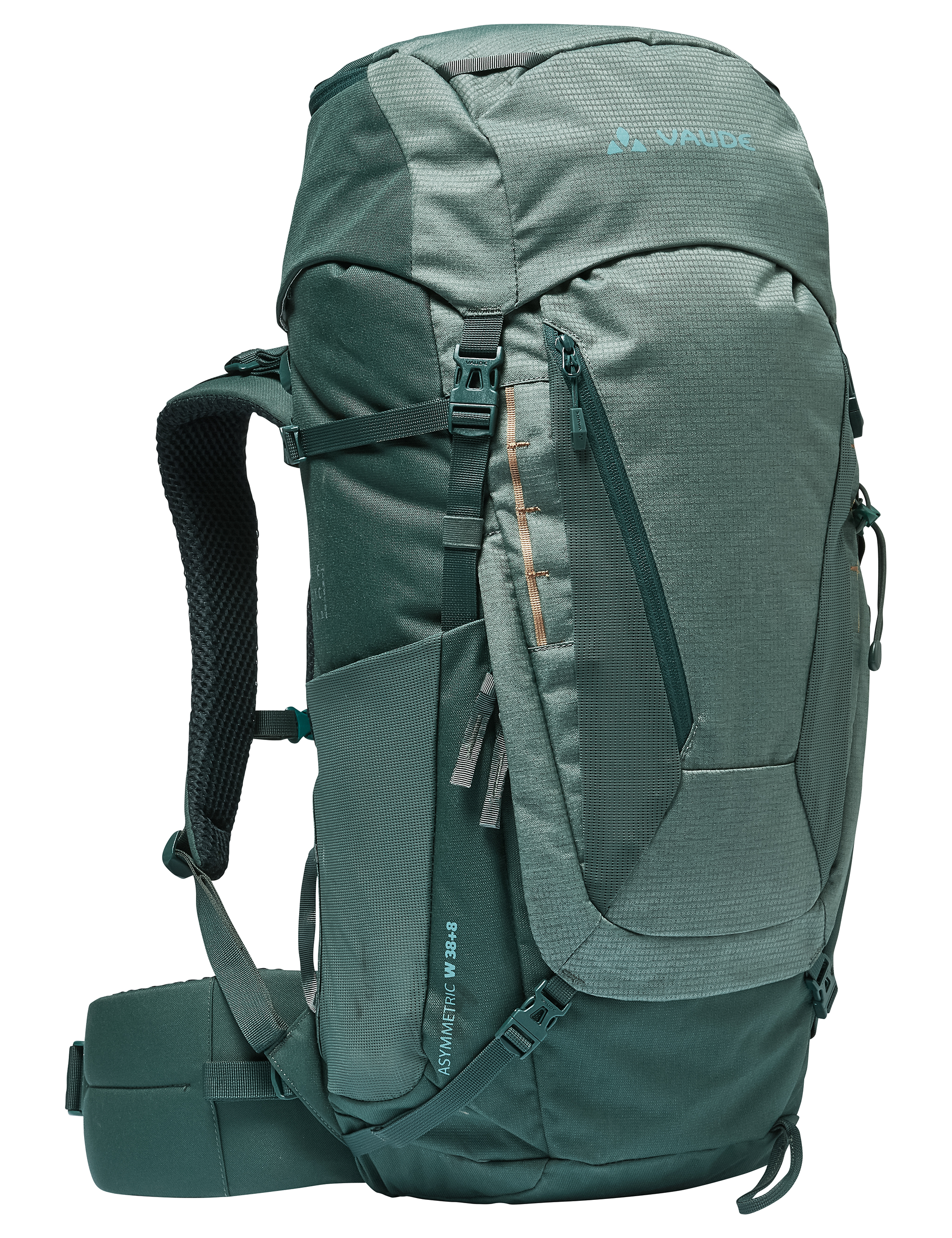
VAUDE Asymmetric Backpack
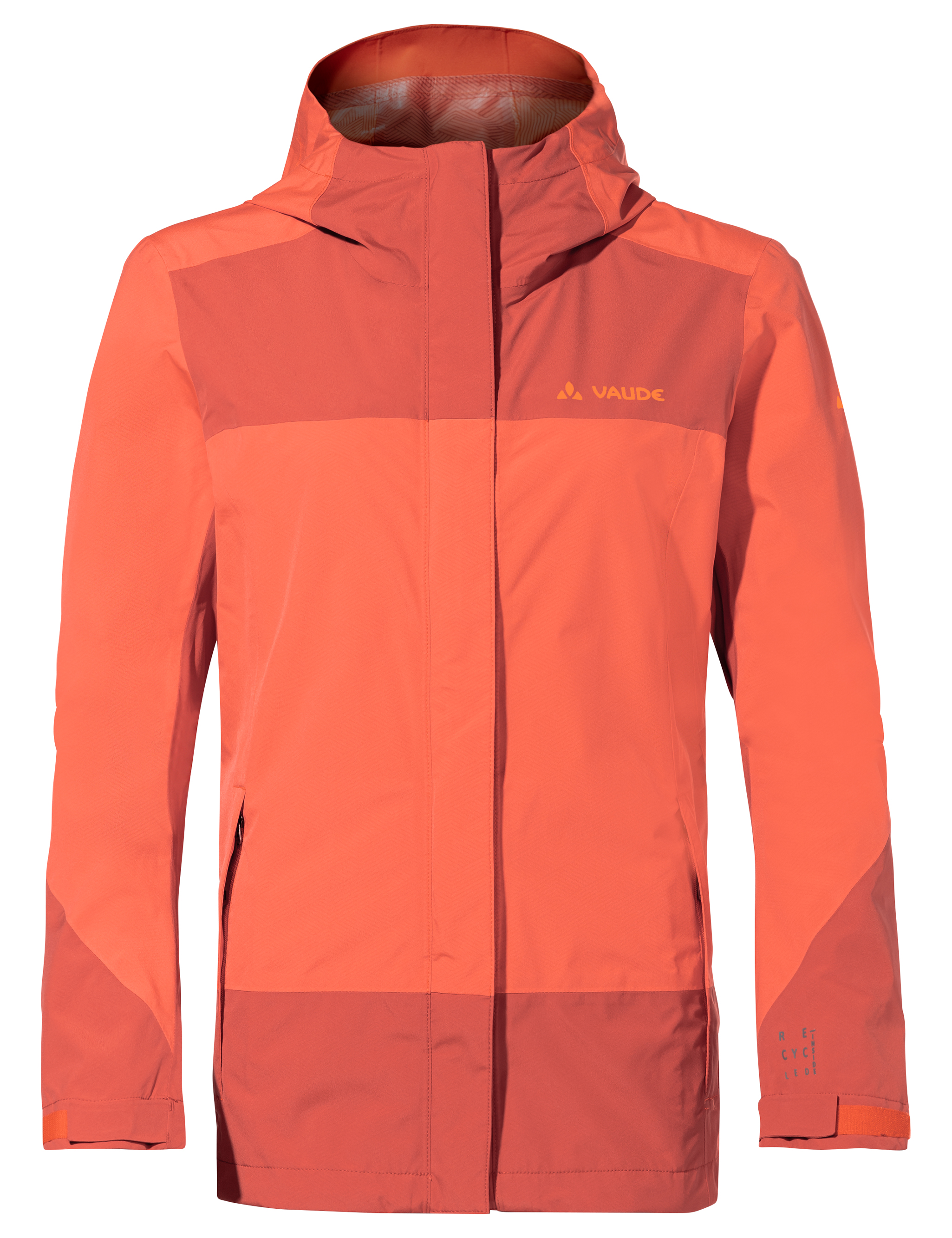
VAUDE Neyland Jacket
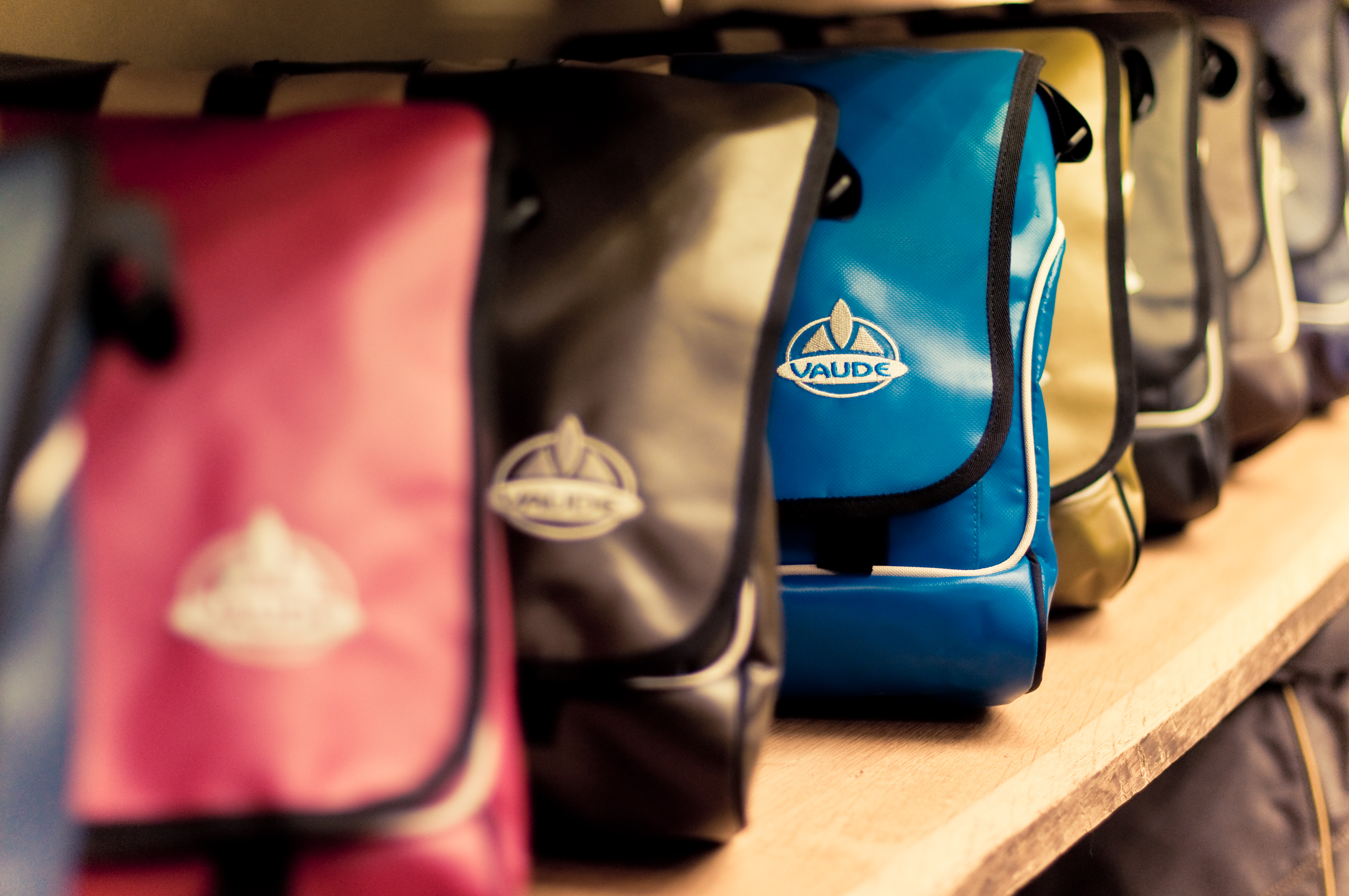
Besaces fabriqués par Vaude en 2009.